# Ole Klemetsen
Ole Lukkøye Klemetsen (født 30. august 1971 i Stavanger) er en tidligere norsk proffbokser. Før han blev professionel vandt han som amatør en bronzemedalje i EM og VM i 1991. Klemetsen arbejdede i hele karrieren tæt sammen med sin far John Klemetsen, noget som beskrives i dokumentarfilmen Blod & ære fra 2008. Han er nu træner på Kamsport Instituttet i Stavanger, hvor han træner en boksegruppe. Klemetsen har modtaget Bragdmerket fra Norges Bokseforbund for sine gode idrætslige præstationer i ind- og udlandet.

## Meritter

### Som professionel
Som professionel havde han 45 sejre og seks tabte. Han har vundet titlerne:
- IBC Letsværvægt,
- WBC Int. Letsværvægt,
- EBU Letsværvægt og
- IBA Letsværvægt.

### Som amatør
- Bronze i world cup, i det daværende Bombay (1991)
- Bronze i Göteborg (European bronze) (1991)

## Proffkarrieren
Proffkarrieren for Ole Klemetsen startede den 21. oktober 1992 i Las Vegas mod Armando Dragone, hvor at han vandt på knock out. Han boksede to proffkampe til i 1992, hvoraf at begge blev vundet på KO. I 1993 vandt han tre kampe på rad før han tabte på TKO mod John McClain. Klemetsen fortsatte sæsonen i London mod Nigel Rafferty, hvorefter at han boksede kampe imod Jeff Medley, Tony Booth og Carl Jones, som alle blev vundet.
I 1994 boksede han syv kampe, hvor at han vandt dem alle. Året efter i 1995 vandt han også alle kampe. Sæsonen 1996 startede med en WBC-titelkamp. Han vandt denne gang mod Lenzie Morgan før han tabte mod Mohamed Siluvangi på point i næste kamp. Han boksede yderligere tre kampe i 1996, hvoraf at han vandt tre kampe på KO og en på TKO.
I 1997 vandt han tre kampe på KO før han boksede sig til EBU-titlen. Han vandt titlen efter at hjave besejret Crawford Ashley. I 1998 vandt han den første kampen mod Kalin Stojanov, før han tabte kampen om IBF-titlen mod Reggie Johnson på point. Sæsonen 1998 blev afsluttet med to sejre og et tab. I 1999 vandt han alle sine seks kampe, hvoraf at han vandt tre af kampene på KO. 2000-sæsonen startede med en sejr mod Thulani Malinga og IBA-titlen før han tabte i EBU-titelkampen mod Clinton Woods. Den sidste kampen i 2000 vandt han over Derrick James.
Sæsonen 2001 startede med en sejr over Thomas Hansvoll. Han overtog da den ledige nordiske titel. Ole Klemetsen fortsatte med sin sejr over Patrick Swann på KO før at han tabte mod Thomas Hansvoll den 16. juni 2001. Dermed var en 9 år lang proffkarriere ovre med 45 sejre og seks tab.

## Andet
- Fighternavne i udlandet: The Golden Viking og Mister Sandman, (Lukkøye var fighternavnet i Norge.)
- Uddrag fra biografien Lukkøye af Bjørn-Erik Hanssen Arkiveret 6. august 2010 hos  Wayback Machine
- Gæsteoptrædede som sig selv i Mot i Brøstet i sæson 2 episode 3.
- Klemetsen deltog i første sæson af Mesternes Mester' i 2009'.